# NGC 879
NGC 879 је галаксија у сазвежђу Кит која се налази на NGC листи објеката дубоког неба.
Деклинација објекта је - 8° 57' 49" а ректасцензија 2h 16m 51,3s. Привидна величина (магнитуда) објекта NGC 879 износи 14,7 а фотографска магнитуда 15,3. NGC 879 је још познат и под ознакама KUG 0214-091, PGC 8705.